# 汪山
汪山（1435年—？），字仁夫，直隸徽州府歙縣人，民籍。明朝政治人物。進士出身。

## 生平
成化四年（1468年）戊子科應天府鄉試第三十一名。成化八年（1472年）壬辰科會試第一百八名，殿試登進士第三甲第三名。

## 家族
曾祖父汪謙。祖父汪復善。父亲汪相。